# Slag bij Cape Girardeau
De Slag bij Cape Girardeau vond plaats op 26 april 1863 in Cape Girardeau County, Missouri tijdens de Amerikaanse Burgeroorlog. Deze slag maakt deel uit van de tweede expeditie van brigadegeneraal John S. Marmaduke in Missouri.

## Achtergrond
Brigadegeneraal John S. Marmaduke vertrok op 18 april 1863 vanuit het noordoosten van Arkansas om een raid uit te voeren in Missouri. Hij wilde nieuwe voorraden veroveren voor zijn troepen waarvan er enkele honderden zelfs ongewapend waren.
Marmaduke verdeelde zijn 5.000 soldaten in twee colonnes die elk uit twee brigades bestonden. Kolonel George W. Carter voerde het bevel over één colonne. Kolonel Colton Greene leidde een van de twee brigades van Carter. De tweede colonne werd aangevoerd door kolonel Joseph O. Shelby en bestond uit de brigades van kolonel George W. Thompson en kolonel John Q. Burbridge. De divisie telde ook een tiental kanonnen.
Carters colonne werd naar Bloomfield, Missouri gestuurd om het Noordelijke garnizoen onder leiding van brigadegeneraal John McNeil te vernietigen. Indien McNeil zou ontsnappen dan zou dit in noordelijke richting zijn naar het Noordelijke hoofdkwartier in Pilot Knob, Missouri. Daarom vergezelde Marmaduke Shelby’s colonne naar Fredericktown, Missouri om de eventuele terugtocht van McNeil af te snijden. Shelby arriveerde op 22 april in Fredericktown. Carter bereikte Bloomfield op 23 april nadat hij vertraging had opgelopen bij het oversteken van de Mingomoerassen. McNeil was twee dagen daarvoor vertrokken toen hij Bloomfield in de as gelegd had. McNeil trok zich terug in noordoostelijke richting in plaats van noordelijke richting toen hij informatie ontving over de locatie van Marmaduke. McNeil arriveerde op 24 april in het zwaar versterkte Cape.
Carter had uitdrukkelijke orders ontvangen dat hij McNeil enkel mocht achtervolgen indien hij naar Pilot Knob trok. Carter zette de achtervolging toch in en arriveerde rond de middag van de 25ste april op ongeveer 6 km van Cape Girardeua. Carter stuurde een koerier naar McNeil met de eis tot overgave binnen de 30 minuten na ontvangst van de boodschap. De brief was ondertekend door generaal-majoor Sterling Price. Hiermee hoopten de Zuidelijken om de overgave van de vijand sneller te bewerkstelligen. McNeil weigerde om zich over te geven. Carter stuurde hierop een boodschapper naar Marmaduke met de vraag om Shelby’s colonne naar Cape Girardeau te laten marcheren.

## De versterkingen van Cape Girardeau
In 1861 had generaal-majoor Ulysses S. Grant het bevel gegeven om vier forten te bouwen rond Cape Girardeau. Deze forten kregen de welluidende namen Fort A, B, C en D. Fort A lag op een heuvel aan de noordelijke zijde van de stad met uitzicht op de Mississippi. Dit fort moest Zuidelijke kanonneerboten tegenhouden. Fort B lag op een heuvel ten zuidoosten van de Missouri State University en bood uitzicht op de Perryville en Jackson Road. Fort C lag langs de Bloomfield Road. Fort D lag op een heuvel ten zuiden van de stad en deed voornamelijk dienst om de stad te beschermen tegen aanvallen vanop de rivier. Het was het grootste van de vier forten maar zou geen rol spelen in de komende slag.

## De slag
In de nacht van 25 april evacueerde McNeil alle vrouwen en kinderen via een stoomboot naar veiliger oorden. Hij kreeg ook versterking in de vorm van twee kanonneerboten en een schip met infanterie aan boord. De dreiging via de Mississippi was nu afgewend door de positionering van de twee kanonneerboten. Hij liet kanonnen uit forteen A en D overbrengen naar de forten B en C. McNeil had ongeveer 4.000 soldaten om de stad te verdedigen met onder andere regimenten van Iowa, Wisconsin, Nebraska en Illinois.
In de vroege ochtend van de 26ste april arriveerde Shelby bij Cape Girardeau. Marmaduke stelde zijn nu voltallige divisie op met Burbridges brigade in het centrum, Shelbys brigade op de linkerflank en Carters brigade op de rechterflank. De slaglinie liep van St. Mary’s Cemetery in het noorden tot Gordonville Road in het zuiden. Jackson Road lag in het centrum van de Zuidelijke slaglinie.
Op 26 april om 10.00u werd de aanval geopend. Cavaleriecharges van beide opponenten mislukten. De Noordelijke uitval werd afgeslagen door Shelby’s cavalerie terwijl de Zuidelijke aanval onder zwaar vuur kwam te liggen van veldartillerie en de kanonnen van Forten B en C. Daarna vond ere een artillerieduel plaats tussen de forten en Shelby’s brigade. T De gevechten werden gestaakt toen Marmaduke zijn troepen terugtrok rond 14.00u.

## Gevolgen
Er bestaan geen nauwkeurige rapporten over het aantal slachtoffers. De gesneuvelden bedroegen nog geen 10 aan beide zijden, hoewel er verslagen zijn over honderd doden en meer dan driehonderd gewonden.
Na de aanval op Cape Girardeau trok Marmaduke zich terug naar Jackson, Missouri. Daarna trok hij verder naar Arkansas. Zijn troepen werden achtervolgd door de Noordelijken. Het was pas bij de grens met Arkansas dat er nog schermutselingen plaatsvonden. Deze slag wordt beschouwd als een strategische Noordelijke overwinning omdat de Zuidelijken zich terugtrokken naar Arkansas.